# 娜茱瓦·希哈卜
娜茱瓦·希哈卜（印尼語：Najwa Shihab；1977年9月16日－）或稱「娜娜」，是一名印尼新聞主播，為印尼美都電視台的前新聞主播，她是印尼前任宗教部長古萊士·希哈卜的女兒。娜茱瓦跟易卜拉欣·阿塞加夫結婚而育有一子。

## 轶事

### 访问卫生部长视频爆红
2020年9月28日，印尼社交媒体上流传娜茱瓦在自己的节目Mata Najwa与印尼卫生部长特拉万·阿古斯·普特兰托讨论印尼新冠肺炎疫情的视频爆红。原因是因为卫生部长特拉万多次拒绝邀请后，娜茱瓦直接就在节目上，访问一张空椅子。
娜芝娃在节目中提出一连串犀利的问题，包括在节目中对空椅问道：「部长阁下，我们多次请阁下上节目接受访谈，为何阁下一直避而不见？阁下很少在大众面前出现。」，「疫情爆发早期，部长阁下曾指病毒对于国内而言并非什么重大的威胁，但现今严峻的疫情使印尼已有27万确诊病例，其中已有万人丧生」、「印尼新冠肺炎测试未能达标」、「为何卫生部仍然存在各种潜规则和官僚主义」、「为何对于保护国民健康的能力依旧如此薄弱」等问题。
原始视频在社交网站上短短两天已超过300万的观众观看，并收到了超过12,000条评论。许多印尼网民都纷纷表示娜茱瓦的言论中肯，同时也批评特拉万是「地表上最为低调的卫生部长」。